# Isaac Láscaris
Isaac Láscaris (em grego: Ισαάκιος Λάσκαρις) era um dos irmãos do imperador niceno Teodoro I Láscaris que, com o outro, Aleixo Láscaris, fugiram para o Império Latino e para depois tentarem, sem sucesso, derrubar o sucessor de Teodoro, João III Ducas Vatatzes em 1224.

## Vida
Isaac era um de pelo menos seis irmãos de Teodoro I Láscaris e havia recebido do irmão imperador o título de sebastocrator, um título geralmente reservado aos irmãos do imperador. Quando Teodoro morreu sem herdeiros homens, em novembro de 1221, foi sucedido pelo marido de sua filha mais velha, João Ducas Vatatzes, o que desagradou profundamente os irmãos dela. Isaac e Aleixo, que também era sebastocrator, fugiram para o Império Latino levando consigo uma filha de Teodoro, Eudóxia Lascarina. Pouco antes de morrer, Teodoro havia tentado arranjar um casamento entre ela e o imperador latino Roberto de Courtenay e os irmãos evidentemente tentavam conseguir a ajuda dos latinos contra Vatatzes. No fim, o casamento não se realizou. Dois outros irmãos também fugiram durante o reinado de João III, Miguel e Manuel, provavelmente por conta das consequências da fuga de Aleixo e Isaac, mas voltaram depois para Niceia e foram muito ativos no reinado do filho de João III, Teodoro II Láscaris.
Apesar do fracasso do casamento, Roberto de Courtenay deu abrigo aos irmãos e acomodou os dois, de quem era parente — a irmã de Roberto, Maria, era esposa de Teodoro — em sua corte. Além disso, um dos irmãos já havia tido muito contato com a corte latina, tendo sido refém em Constantinopla por volta de 1220/1. Nada disso agradou os nicenos e a relação entre os dois estados se deteriorou a ponto de, em 1224, Aleixo e Isaac se virem à frente de um exército latino enviado para enfrentar João III. Na subsequente Batalha de Pemaneno, João conseguiu uma vitória decisiva: depois de um difícil combate, o exército latino foi destruído, os irmãos, capturados e Vatatzes conseguiu conquistar a maior parte das fortalezas latinas na porção noroeste da Ásia Menor. Depois da vitória, Aleixo e Isaac foram cegados.